# Ancretteville-sur-Mer
Ancretteville-sur-Mer è un comune francese di 194 abitanti situato nel dipartimento della Senna Marittima nella regione della Normandia.

## Società

### Evoluzione demografica
Abitanti censiti